# جوليان النورتشية
كانت جوليان النورتشية (1343 - بعد 1416)، المعروفة أيضًا باسم جوليانا النورتشية، أو الليدي جوليان، أو السيدة جوليان، أو الأم جوليان، متصوفة إنجليزية وناسكة من العصور الوسطى. تُعتبر كتاباتها، المعروفة اليوم باسم تجليات الحب الإلهي، أقدم الأعمال الباقية باللغة الإنجليزية لامرأة، رغم احتمال أن يكون لبعض الأعمال المجهولة مؤلفات إناث. وتُعرف بأنها الأعمال الوحيدة الباقية باللغة الإنجليزية من كتابة ناسكةٍ.
عاشت جوليان في مدينة نورتش الإنجليزية، مركز تجاري هام فضلًا عن كونها حافلة بالحياة الدينية. على مدار حياتها، شهدت المدينة الآثار المدمرة للموت الأسود في 1348 - 1350، وثورة الفلاحين (التي أثرت على أجزاء كبيرة من إنجلترا عام 1381)، وقمع اللولاردية. في عام 1373، عندما كانت في الثلاثين من عمرها وأصابها مرض شديد واعتقدت أنها على فراش الموت، تلقت جوليان سلسلة من الرؤى أو مظاهر لآلام المسيح. تعافت من مرضها وكتبت نسختين عن تجربتها، اكتملت النسخة الأولى بعد فترة وجيزة من شفائها – كُتبت نسخة أطول بكثير بعد سنوات عديدة، وتُعرف اليوم باسم النص الطويل.
عاشت جوليان في عزلة دائمة بصفتها ناسكة في صومعتها الملحقة بكنيسة القديس جوليان في نورتش. تُعرف أربع وصايا تُركت من خلالها مبالغ لناسكة في نورتش تُدعى جوليان، وثمة قصة روتها المتصوفة المعروفة مارغري كيمبي تقدم دليلًا على مشورةٍ قدمتها الناسكة لكيمبي.
لا تُعرف تفاصيل عن عائلة جوليان أو تعليمها أو حياتها قبل أن تصبح ناسكة؛ من غير الواضح ما إذا كان اسمها الحقيقي جوليان. فضلت جوليان الكتابة دون الكشف عن هويتها وسعت إلى العزلة عن العالم، ومع ذلك كان لها تأثير بارز طوال حياتها. منع الإصلاح نشر كتاباتها مطبوعة، في حين جرى الحفاظ عليها بعناية. نشر الراهب البنديكتي سيرينوس دس كريسي النص الطويل لأول مرة في عام 1670، وأعاد جورج هارغريفز باركر إصداره عام 1843، ونُشر في نسخة حديثة عام 1864. ظلت كتابات جوليان مغمورة حتى عام 1901، عندما نُسِخت مخطوطة في المتحف البريطاني ونُشرت مع ملاحظات بقلم غريس واراك؛ أُجريت عليها العديد من الترجمات منذ ذلك الحين. تُعتبر جوليان اليوم متصوفة ولاهوتية مسيحية جليلة.

## حياتها